# André Dupont (Eishockeyspieler)
André „Moose“ Dupont (* 27. Juli 1949 in Trois-Rivières, Québec) ist ein ehemaliger kanadischer Eishockeyspieler, -trainer und -scout, der im Verlauf seiner aktiven Karriere zwischen 1968 und 1983 unter anderem 940 Spiele für die New York Rangers, St. Louis Blues, Philadelphia Flyers und Nordiques de Québec in der National Hockey League auf der Position des Verteidigers bestritten hat. Mit den Philadelphia Flyers gewann er in den Jahren 1974 und 1975 als Teil der sogenannten „Broad Street Bullies“ zweimal in Folge den Stanley Cup.

## Karriere
Dupont verbrachte seine Juniorenzeit zunächst in seiner Geburtsstadt in Trois-Rivières, wo er bis 1968 für Teams der Ligue de hockey junior du Québec. Bis zu diesem Zeitpunkt hatte er bereits zweimal am Memorial Cup teilgenommen; ein drittes Mal folgte 1969 mit den später siegreichen Canadien junior de Montréal, zu denen er vor der Saison 1968/69 gewechselt war. Nach dem Titelgewinn wurde der Verteidiger im NHL Amateur Draft 1969 in der ersten Runde an achter Position von den New York Rangers aus der National Hockey League ausgewählt und wechselte daraufhin in den Profibereich.
Der Abwehrspieler lief in der Spielzeit 1969/70 für die Omaha Knights in der Central Hockey League. Mit diesen gewann er am Saisonende den Adams Cup. Er selbst wurde als Rookie des Jahres der Liga ausgezeichnet. In der folgenden Saison, in der er seine einzigen sieben Einsätze für die New York Rangers absolvierte, wiederholte die Mannschaft den Titelgewinn. Dabei waren die Knights so dominant, dass sowohl Dupont als auch seine Teamkollegen Peter McDuffe und Gerry Ouellette sowie Joe Zanussi von den Fort Worth Wings mit dem CHL Most Valuable Player Award als wertvollster Spieler der Liga geehrt wurden. Trotz der Erfolge verließ der Kanadier die Knights und spielte fortan für die Providence Reds in der American Hockey League, ehe er im November 1971 mit Jack Egers und Mike Murphy von den New York Rangers zu den St. Louis Blues transferiert wurde. Im Gegenzug wechselten Gene Carr, Jim Lorentz und Wayne Connelly an die Ostküste nach New York.
In St. Louis schaffte der 22-Jährige schließlich den dauerhaften Sprung in die NHL und war dort bis zu einem erneuten Wechsel im Dezember 1972 uneingeschränkter Stammspieler. Mit dem gemeinsamen Wechsel eines Drittrunden-Wahlrechts im NHL Amateur Draft 1973 zu den Philadelphia Flyers im Tausch für Brent Hughes und Pierre Plante folgte Duponts erfolgreichste Zeit in der Liga. In Diensten der sogenannten „Broad Street Bullies“ um Bobby Clarke, Gary Dornhoefer, Bob Kelly, Don Saleski und Dave Schultz gewann er in den Jahren 1974 und 1975 zweimal in Folge den Stanley Cup. Bis zu seinem Abschied nach der Saison 1979/80 sollten zwei weitere Finalteilnahmen folgen. Im September 1980 ließ sich Dupont zurück in seine Heimatprovinz transferieren, wo er die letzten drei Jahre seiner Karriere bei den Nordiques de Québec ausklingen ließ. Zwischen 1980 und 1981 war er dort der fünfte Mannschaftskapitän der Franchise-Geschichte.
Nach der Spielzeit 1982/83 und 940 absolvierten NHL-Spielen beendete der Defensivakteur im Alter von 34 Jahren seine aktive Laufbahn. Im Anschluss daran betreute er drei Jahre lang bis 1986 die Draveurs de Trois-Rivières aus der Ligue de hockey junior majeur du Québec erfolglos als Cheftrainer und kehrte auch nicht in dieses Amt bei einem anderen Klub zurück. Nachdem er zwischen 1991 und 1996 als Scout für die Ottawa Senators aus der NHL gearbeitet hatte, zog er sich vollends aus dem Eishockeygeschäft zurück.

## Erfolge und Auszeichnungen
| - 1968 QJHL Second All-Star Team - 1969 Memorial-Cup-Gewinn mit den Canadien junior de Montréal - 1970 Adams-Cup-Gewinn mit den Omaha Knights - 1970 CHL Rookie of the Year - 1970 CHL Second All-Star Team - 1971 Adams-Cup-Gewinn mit den Omaha Knights | - 1971 CHL Most Valuable Defenseman Award - 1971 CHL Most Valuable Player Award (gemeinsam mit drei weiteren Spielern) - 1971 CHL First All-Star Team - 1974 Stanley-Cup-Gewinn mit den Philadelphia Flyers - 1975 Stanley-Cup-Gewinn mit den Philadelphia Flyers - 1976 Teilnahme am NHL All-Star Game |

## Karrierestatistik
(Legende zur Spielerstatistik: Sp oder GP = absolvierte Spiele; T oder G = erzielte Tore; V oder A = erzielte Assists; Pkt oder Pts = erzielte Scorerpunkte; SM oder PIM = erhaltene Strafminuten; +/− = Plus/Minus-Bilanz; PP = erzielte Überzahltore; SH = erzielte Unterzahltore; GW = erzielte Siegtore; 1 Play-downs/Relegation; Kursiv: Statistik nicht vollständig)